# Milaan-San Remo 1932
De wielerwedstrijd Milaan-San Remo 1932 werd gereden op 20 maart 1932. Het parcours van deze 25e editie was 284,5 km lang. 
De Italiaan Alfredo Bovet won voor Alfredo Binda en Michele Mara.

## Deelnemende ploegen
| Deelnemende teams | Deelnemende teams | Deelnemende teams         | Deelnemende teams  |
| ----------------- | ----------------- | ------------------------- | ------------------ |
| Bianchi-Pirelli   | Gloria-Hutchinson | Maino-Clément             | Legnano-Hutchinson |
| Ilvea             | Dei               | Génial Lucifer-Hutchinson | Oscar Egg-Wolber   |
| Colin-Wolber      | Olympia           | SC Binda Varese           | US Reno            |
| Bestetti          | Ganna-Dunlop      | Spa Torino                | Thomann-Dunlop     |
| Wolsit-Hutchinson |                   |                           |                    |

## Uitslag
| Milaan–San Remo 1932 |                     |                           |          |
| Plaats               | Naam                | Ploeg                     | Tijd     |
| Winnaar              | Alfredo Bovet       | Bianchi-Pirelli           | 8u18'45" |
| 2                    | Alfredo Binda       | Legnano-Hutchinson        | +3'00"   |
| 3                    | Michele Mara        | Bianchi-Pirelli           | z.t.     |
| 4                    | Leonida Frascarelli | Ilvea                     | z.t.     |
| 5                    | Luigi Barral        | Olympia                   | z.t.     |
| 6                    | Raffaele Di Paco    | Wolsit-Hutchinson         | +6'15"   |
| 7                    | Charles Pélissier   | Génial Lucifer-Hutchinson | z.t.     |
| 8                    | Antonio Pesenti     | Wolsit-Hutchinson         | z.t.     |
| 9                    | Agostino Bellandi   | Dei                       | z.t.     |
| 10                   | Michele Orecchia    | Gloria-Hutchinson         | z.t.     |
| 11                   | Albert Büchi        | Oscar Egg-Wolber          | z.t.     |
| 12                   | Walter Blattmann    | Colin-Wolber              | z.t.     |
| 13                   | Gaetano Belloni     | Olympia                   | +6'35"   |
| 14                   | Eugenio Gestri      | Bianchi-Pirelli           | +6'55"   |
| 15                   | Alfred Büchi        | Oscar Egg-Wolber          | z.t.     |
| 16                   | Giovanni Del Conte  | Individueel               | +7'05"   |
| 17                   | Luigi Luisoni       | Colin-Wolber              | +7'10"   |
| 18                   | Pietro Fossati      | Maino-Clément             | z.t.     |
| 19                   | Aristide Cavallini  | SC Binda Varese           | z.t.     |
| 20                   | Giulio Fatticcioni  | Individueel               | +14'15"  |

1907 · 1908 · 1909 · 1910 · 1911 · 1912 · 1913 · 1914 · 1915 · 1916 · 1917 · 1918 · 1919 · 1920 · 1921 · 1922 · 1923 · 1924 · 1925 · 1926 · 1927 · 1928 · 1929 · 1930 · 1931 · 1932 · 1933 · 1934 · 1935 · 1936 · 1937 · 1938 · 1939 · 1940 · 1941 · 1942 · 1943 · 1944 · 1945 · 1946 · 1947 · 1948 · 1949 · 1950 · 1951 · 1952 · 1953 · 1954 · 1955 · 1956 · 1957 · 1958 · 1959 · 1960 · 1961 · 1962 · 1963 · 1964 · 1965 · 1966 · 1967 · 1968 · 1969 · 1970 · 1971 · 1972 · 1973 · 1974 · 1975 · 1976 · 1977 · 1978 · 1979 · 1980 · 1981 · 1982 · 1983 · 1984 · 1985 · 1986 · 1987 · 1988 · 1989 · 1990 · 1991 · 1992 · 1993 · 1994 · 1995 · 1996 · 1997 · 1998 · 1999 · 2000 · 2001 · 2002 · 2003 · 2004 · 2005 · 2006 · 2007 · 2008 · 2009 · 2010 · 2011 · 2012 · 2013 · 2014 · 2015 · 2016 · 2017 · 2018 · 2019 · 2020 · 2021 · 2022 · 2023 · 2024 · 2025
Lijst van beklimmingen